# Thomas Just Jermiin
Thomas Just (de) Jermiin (24. juni 1711 i Hjerm Præstegård – 8. juli 1778 på Ausumgård) var en dansk præst og godsejer.
Han var præsten Jens Jermiins søn af 2. ægteskab. Efter at være privat dimitteret til Universitetet 1730 tog han attestats 1733 og var derefter udenlands i fire år. Jermiin blev bl.a. immatrikuleret ved Oxford University 5. oktober 1736. 1740 blev han ordineret som kapellan hos faderen og ved hans død 1742 hans eftermand i sognekaldet og tillige herredsprovst. Samtidig ægtede han etatsråd Christian Hansen Teilmans (1689-1749) og Christine Marie Reenbergs (1688-1734) ældste datter, Magdalene Teilman, som imidlertid allerede døde inden årets udgang i barselseng. 1746 blev han konsistorialråd og indgik andet ægteskab, med Karen Poulson (død maj 1777), datter af Niels Poulson til Gunderup. 25. april 1750 ophøjedes han i adelstanden.
Efter sine forældre havde han arvet Ausumgård, som han opbyggede på ny og yderligere kompletterede ved tilkøbt gods. Da hans anden hustru døde, søgte han afsked som præst – provsteembedet havde han alt nedlagt 1762 – og flyttede til sit gods, som han ved fundats af 1. september 1777, konfirmeret 2. januar 1778, oprettede til et stamhus for sine descendenter, i hvis besiddelse det var frem til lensafløsningen. Han døde 8. juli 1778.